# Suzzara Calcio
Le Suzzara Calcio est le principal club de football de la ville de Suzzara, en province de Mantoue, en Lombardie. 

## Historique
Créé en 1919, le Suzzara Calcio dispute dans les années 1940, trois saisons dans le championnat de Serie B.